# Richard Mastracchio
Richard Alan „Rick“ Mastracchio (* 11. Februar 1960 in Waterbury, Connecticut, USA) ist ein US-amerikanischer Astronaut.

## Ausbildung
Mastracchio erhielt 1982 einen Bachelor in Elektrotechnik/Informatik von der University of Connecticut, 1987 einen Master in Elektrotechnik vom Rensselaer Polytechnic Institute und 1991 einen Master in Physik von der University of Houston.
Mastracchio arbeitete von 1982 bis 1987 in der Entwicklungsabteilung von Hamilton Standard in Connecticut. Ab 1987 war er für die Rockwell Shuttle Operations Company am Johnson Space Center in Houston tätig.

## Astronautentätigkeit
Im Jahr 1990 kam Mastracchio als Ingenieur zur NASA. Dort war er an der Software-Entwicklung für den Space Shuttle beteiligt, prüfte die Software am Shuttle Avionics Integration Laboratory und entwickelte Start- und Abbruchverfahren für das Astronautenbüro. Von 1993 bis 1996 arbeitete er im Kontrollzentrum und war bei insgesamt 17 Missionen als Guidance and Procedures Officer für die Navigationsberechnungen verantwortlich.
Im April 1996 wurde Mastracchio als Astronautenanwärter von der NASA ausgewählt. Nach seiner Ausbildung zum Missionsspezialisten übernahm er Aufgaben in der EDV-Abteilung des Astronautenbüros, half bei Planungen für die Internationale Raumstation (ISS) und für Außenbordeinsätzen und betreute Verbesserungen am Shuttle-Cockpit.

### STS-106
Am 8. September 2000 flog Mastracchio als Missionsspezialist mit der Raumfähre Atlantis zur Raumstation. Während der zwölftägigen Mission STS-106 wurde die ISS für die Ankunft der ersten Langzeitbesatzung vorbereitet. Dabei wurden Batterien, Stromwandler, eine Toilette und weitere technische Systeme auf der ISS installiert. Insgesamt brachte die Atlantis mehr als drei Tonnen Versorgungsgüter zur Station. Bei einem Außenbordeinsatz wurden Kabel zwischen dem neu angekommenen Swesda-Modul und der Raumstation verlegt.

### STS-118
Im August 2007 führte Mastracchio mit STS-118 seinen zweiten Raumflug durch. Er musste dabei einen Außeneinsatz vorzeitig abbrechen, bei dem er drei von fünf Lagen seines Handschuhs an einem defekten Haltegriff zerschnitten hatte.

### STS-131
Am 5. Dezember 2008 wurde Mastracchio als Missionsspezialist für die Mission STS-131 benannt. Der Start erfolgte am 5. April 2010, die Landung am 20. April 2010. Zusammen mit Clayton Anderson führte er drei Außenbordeinsätze durch.

### ISS-Expeditionen 38/39
Mastracchio wurde im Februar 2011 für die ISS-Expeditionen 38 und 39 als Bordingenieur nominiert. Ab dem 7. November 2013 arbeitete er sechs Monate an Bord der Internationalen Raumstation.

## Privates
Mastracchio ist verheiratet und hat drei Kinder.